# マラソン・ペトロリアム
マラソン・ペトロリアム（英語: Marathon Petroleum Corporation）は、アメリカ合衆国オハイオ州フィンドレーに本社を置く石油精製会社。ガソリンスタンドの経営と付随するコンビニエンスストア（スピードウェイ）の経営も手掛ける。

## 概要
1998年、石油精製企業のアシュランド、マラソン・オイルとの間で合弁会社マラソン・アシュランド・ペトロリアムが設立。2005年、アシュランドがマラソンに持ち分を売却したことにより、マラソン・ペトロリアムとなった。
2018年4月30日、マラソン・ペトロリアムは同業のアンデバーを233億ドルで買収すると発表。シェア2位と5位の合併により、米国内の独立系石油会社として最大規模となった。両社ともガソリンスタンドと併設するコンビニの運営も手掛けていたが石油精製事業へ注力するとして、2019年にコンビニ部門の売却を進めることが発表された。
売却交渉の相手先は、日米のセブン-イレブンを傘下に収める日本のセブン&アイ・ホールディングスであったが、約220億ドルに達する買収額で折り合えず、2020年3月までに破談となっていたが、同年8月に約210億ドルで買収することで合意。セブン&アイ・ホールディングスは2021年5月14日に買収を完了させたと発表したが、日本の公正取引委員会に相当するアメリカの連邦取引委員会（FTC）の一部委員が「反トラスト法（日本の独占禁止法に相当）違反の疑いがある」として、異議を唱える声明を発表していた。その後、FTCは指定する20州のセブン-イレブンとスピードウェイの計293店舗を競合他社（3社）に売却する条件で本買収を容認することを同年6月に発表した。なお、今後5年間は該当店舗の買い戻しにはFTCの承認が、10年間の指定地域での資産売買もFTCへの事前通知がそれぞれ必要となる。